# Arnaud Devillers
Arnaud Devillers FSSP ist ein französischer römisch-katholischer Priester und ehemaliger Generaloberer der Priesterbruderschaft St. Petrus.

## Leben
Arnaud Devillers war zwischen 2000 und 2006 Generaloberer der Priesterbruderschaft St. Petrus. Im Gegensatz zu seinem Amtsvorgänger Josef Bisig ging er nicht aus einer von Mitgliedern der Priesterbruderschaft geleiteten Wahl hervor, sondern wurde direkt vom Präsidenten der Päpstlichen Kommission Ecclesia Dei, Kardinal Darío Castrillón Hoyos, eingesetzt. Hoyos oblag zu dieser Zeit die Ausübung der kirchlichen Autorität über Gemeinschaften, welche die Liturgie nach der außerordentlichen Form des römischen Ritus feiern. Diese Ernennung fand in einem angespannten Kontext innerhalb der Priesterbruderschaft statt, in dem die Frage diskutiert wurde, ob ihre Priester auch die Liturgie des Missale Romanum von 1969 zelebrieren dürfen. Devillers vertrat in dieser Frage eine neutrale Position.
Seit 2012 ist Devillers Seelsorger der Saint Rose of Lima Catholic Church in Quincy (Illinois), einer Personalpfarrei der Priesterbruderschaft St. Petrus im Bistum Springfield.